# 이성중 묘
이성중 묘는 대한민국 경기도 의정부시 자일동에 있다. 2007년 3월 21일 의정부시의 향토문화재 제12호로 지정되었다.

## 개요
이성중(李誠中, 1330~1411)은 고려 말 조선 초 문신이다. 높은 학식을 바탕으로 고려 말~조선 초에 이르는 왕조교체기에도 여러 벼슬을 역임한 인물이다. 그의 묘소는 석축 위에 조성되어 있으며, 봉분의 경우 조선 중기 이후에는 흔히 보이지 않는 팔각형의 형태이다. 묘역에는 문인석과 상석이 있으며 최근 조성한 것으로 보이는 장명등과 묘갈이 있다.